# Auguste t'Kint
Auguste Pierre Joseph t'Kint de Roodenbeke (1816-1878) fue un diplomático belga que inició las relaciones convencionales de su país con varios países de América Central y el Extremo Oriente . 
T'Kint nació en Bruselas el 12 de diciembre de 1816, en una familia que reclamó descendencia de t'Kint de Roodenbekes, una de las Siete Casas Nobles de Bruselas . Su carrera en el servicio civil comenzó en 1840 en la sección comercial del ministerio del interior. En 1841 fue asignado al proyecto para establecer una colonia belga en Santo Tomás de Castilla en Guatemala. Fue responsable del enlace entre la Compagnie belge de Colonization y el gobierno guatemalteco. Cuando el proyecto fue abandonado en 1855, fue nombrado cónsul general de Guatemala y plenipotenciario belga de todas las repúblicas de América Central, con un breve informe para atar los cabos sueltos que dejó el fracaso de la colonización belga en Santo Tomás, para poner las relaciones entre los gobiernos en una base más sólida y para extender las relaciones diplomáticas belgas a otros países centroamericanos. 
Entre 1855 y 1859, t'Kint negoció los primeros tratados de amistad y comercio de Bélgica con Guatemala, Honduras, Nicaragua, Costa Rica y El Salvador . En 1859 su obra Rapport sur le commerce de la Belgique avec l'Amérique centrale fue publicado en Bruselas, y sus logros en América Central fueron recompensados con la cruz de caballeros de la Orden de Leopoldo. En diciembre de 1859 fue nombrado cónsul general belga, encargado de negocios y plenipotenciario de México, firmando un tratado de amistad, comercio y navegación el 20 de julio de 1861. 
Regresó a Bélgica en 1862, y en 1864 fue nombrado cónsul general belga en China. El primer tratado de amistad, comercio y navegación entre China y Bélgica se firmó en Beijing el 2 de noviembre de 1865, y en diciembre t'Kint llegó a Yokohama como el primer diplomático belga en Japón, donde concluyó un tratado de amistad, comercio y navegación. que se firmó en Edo el 1 de agosto del año siguiente. En diciembre de 1868 fue nombrado enviado extraordinario de Bélgica y ministro plenipotenciario de China y Japón por Leopoldo II de Bélgica. 
Regresó a Europa con problemas de salud en 1872 y se retiró en 1875. Murió el 20 de marzo de 1878 como comandante de la Orden de Leopoldo.